# Will Hall
Will Hall, né en 1966, est un défenseur des droits des patients en psychiatrie, écrivain, conseiller et enseignant. Diagnostiqué schizophrène, il est moteur dans les réseaux de soutien par les pairs (peer support network) et a un rôle d'organisateur au sein du mouvement des survivants de la psychiatrie,. Hall défend l’approche du rétablissement en santé mentale et est reconnu internationalement comme un innovateur dans le traitement et la prise en charge sociétale des psychoses.
En 2001 il a participé à la fondation du Freedom Center et contribué entre 2004 et 2009 à la coordination de The Icarus Project.Il a été consultant auprès du Mental Disability Rights International (en), du Family Outreach and Response Program, et l'office sur les violences contre les femmes. Il a été présenté à l'American Psychiatric Association's Institute on Psychiatric Services. Hall héberge le programme de radio FM Madness Radio et en 2009 a cofondé Portland Hearing Voices. Il a vécu à Portland, dans l'Oregon, à New York et à Las Delicias au Costa Rica.

## Biographie
Après avoir été diplômé en 1986, du programme d'études communautaires (community studies) à l'Université de Californie à Santa Cruz, Hall a travaillé en tant que reporter au journal Santa Cruz Sun et pour le Centre de ressources pour la non-violence du Brésil. En 1988, il est devenu co-directeur du projet environnemental sur l'Amérique centrale du Earth Island Institute, et a voyagé au Salvador et au Nicaragua durant les guerres civiles dans ces pays.
À partir de 1990 sa santé mentale a commencé à se dégrader et il a été interné sous contrainte General Hospital de San Francisco en 1992. Il a passé un an dans les services du système public de santé mentale américain incluant mesures de contentions, de confinement dans une cellule d'isolement, et plus de deux mois dans le service fermé de l'institut psychiatrique Langley Porter. Il a été diagnostiqué avec un trouble schizo-affectif,.
Après avoir quitté le système de santé traditionnel en 1993, Hall a arrêté de prendre son traitement et commencé à retrouver du bien-être en ayant recours à des soins holistiques, des pratiques spirituelles et du soutien social.
En 1996, il travaille au planning départemental de l'agence de publicité Wieden+Kennedy à Portland dans l'Oregon.
En 1997, il devient étudiant à l'institut d'études intégrales de Californie à San Francisco. Après une nouvelle crise de santé mentale en 1999, il quitte l'université et passe six mois dans un centre résidentiel de traitement alternatif : Burch House, dans le New Hampshire.
En 2000, Hall se rend à Northampton, Massachusetts, où il travaille pendant 5 ans dans une librairie Broadside Bookshop.
En 2001, il commence à parler publiquement de ses expériences en santé mentale et il fonde avec Oryx Cohen un groupe de soutien par les pairs peer counseling au Freedom Center de Northampton, un collectif d'entraide, de défense et d'activisme géré par des gens diagnostiqués en psychiatrie.
En 2002, Hall s'associe avec l'activiste Ed Russel pour initier à Florence, dans le Massachusetts, une station de radio FM de faible puissance, gérée par des bénévoles du nom de Valley Free Radio (VFR).
Il héberge Madness Radio, une série d'émissions d'interview qui a commencé sur VFR et se trouve maintenant sur le réseau de radio pacifique Pacifica Radio Network, incluant KBOO dans l'Oregon,.
Entre 2004 et 2009 il a fait partie du collectif de coordination de The Icarus Project, Il est l'auteur du Guide pour décrocher des médicaments psychiatriques en réduisant les risques,.
Il est directeur des Entendeurs de voix de Portland (Portland Hearing Voices) dans l'Orégon. Hall has worked as a consultant for Mental Disability Rights International and done talks and trainings in many countries.
Hall a obtenu en 2011 une maîtrise es arts de Processus orienté en psychologie du Process Work Institut de Portland (oregon) et en 2012 un certificat en dialogue ouvert (open dialogue) à l'institut de pratique dialogique à Haydenville (Massachusetts),.
Hall a été membre fondateur et membre du conseil de l'Association de Santé Mentale de Portland depuis 2008.
En octobre 2014 il a contribué au 6e congrès mondial sur l'entente de voix à Thessalonique avec un discours sur les sentiments suicidaires et le justice sociale.